# Jean-Yves Le Drian
Jean-Yves Le Drian (Lorient, 30 juni 1947) is een Frans politicus. Van 2017 tot 2022 was hij minister van Europese en Buitenlandse Zaken, eerst in de regeringen Philippe I en Philippe II, daarna in de regering-Castex. Eerder was hij onder meer lid van de Nationale Vergadering van 1978 tot 1991 en van 1997 tot 2007, burgemeester van Lorient tussen 1981 en 1998, voorzitter van de Regionale Raad van Bretagne van 2004 tot 2012 en van 2015 tot 2017 en minister van Defensie van 2012 tot 2017.

## Levensloop
Le Drian stamt uit een katholieke arbeidersfamilie uit de omgeving van Lorient.
Zijn vader was verkoper van auto-onderdelen en sympathisant van het communisme, zijn moeder naaister. Allebei waren ze actief in de katholieke arbeidersbeweging. Ze waren ook syndicaal actief en Jean werd nationaal voorzitter van de Confédération syndicale des familles.
Opgegroeid in Lanester, een stad naast Lorient, aan de andere kant van de rivier Blavet, waar veel arbeiders wonen die werken in het arsenaal van Lorient, blonk hij uit op de lagere school, en vervolgde op de middelbare school op het Lycée Saint-Louis in Lorient.
Na het baccalaureaat te hebben behaald, studeerde hij eerst nog een jaar in Quimper, op het Lycée de Cornouaille en studeerde vervolgens geschiedenis aan de Universiteit van Rennes.
Hij werd leraar in Hennebont, daarna in 1971 assistent aan de Universiteit van Rennes II. Hij sloot er vriendschap met o.m. Bernard Poignant, later maire van Quimper en met Jean-Michel Gaillard, later directeur van Antenne 2.
Op de middelbare school werd Le Drian actief in de Jeunesse étudiante chrétienne (JEC) en werd er secretaris voor de Morbihan. Op het nationaal congres van deze beweging in Dijon, maakte hij kennis met Henri Nallet, nationaal leider van de JEC en later socialistisch minister.
Als hoogstudent werd hij in 1967 actief bij de Union nationale des étudiants de France (UNEF), en nam actief deel aan de Mei 68-activiteiten in Rennes.
In mei 1974, na een toespraak van François Mitterrand in Rennes, besliste hij om lid te worden van de Parti socialiste. In 1975 nam hij de leiding van de plaatselijke afdeling in Lorient op zich. In 1977 werd hij verkozen tot gemeenteraadslid en werd adjoint-au-maire voor economische zaken.

### Maire van Lorient
In juli 1981 werd hij maire van Lorient en behield deze functie tot in 1998, toen hij vanwege de cumulregeling ontslag moest nemen. Hij bleef gemeenteraadslid tot in 2004, toen hij voorzitter werd van de regio Bretagne.
Samen met andere verkozenen voerde hij actie teneinde de universitaire faculteiten in Lorient, Quimper en Vannes te ontwikkelen tot een volwaardige universiteit. Het werd de Université de Bretagne-sud, georganiseerd vanaf 1995.

### Volksvertegenwoordiger voor Morbihan
In 1978 werd hij verkozen tot socialistisch volksvertegenwoordiger. Hij bleef gedurende dertien jaar de functie uitoefenen, tot aan zijn benoeming in de regering-Cresson in 1991. Zijn ministerschap duurde niet lang, want hij werd het jaar daarop niet behouden in de regering-Beregovoy. In 1993 werd hij bij de parlementsverkiezingen niet herkozen. Dat werd hij wel in 1997 en opnieuw in 2002. In het parlement werd hij lid van de Commissie van Defensie. In 2007 stelde hij zich niet meer verkiesbaar.

### Voorzitter van de regio Bretagne

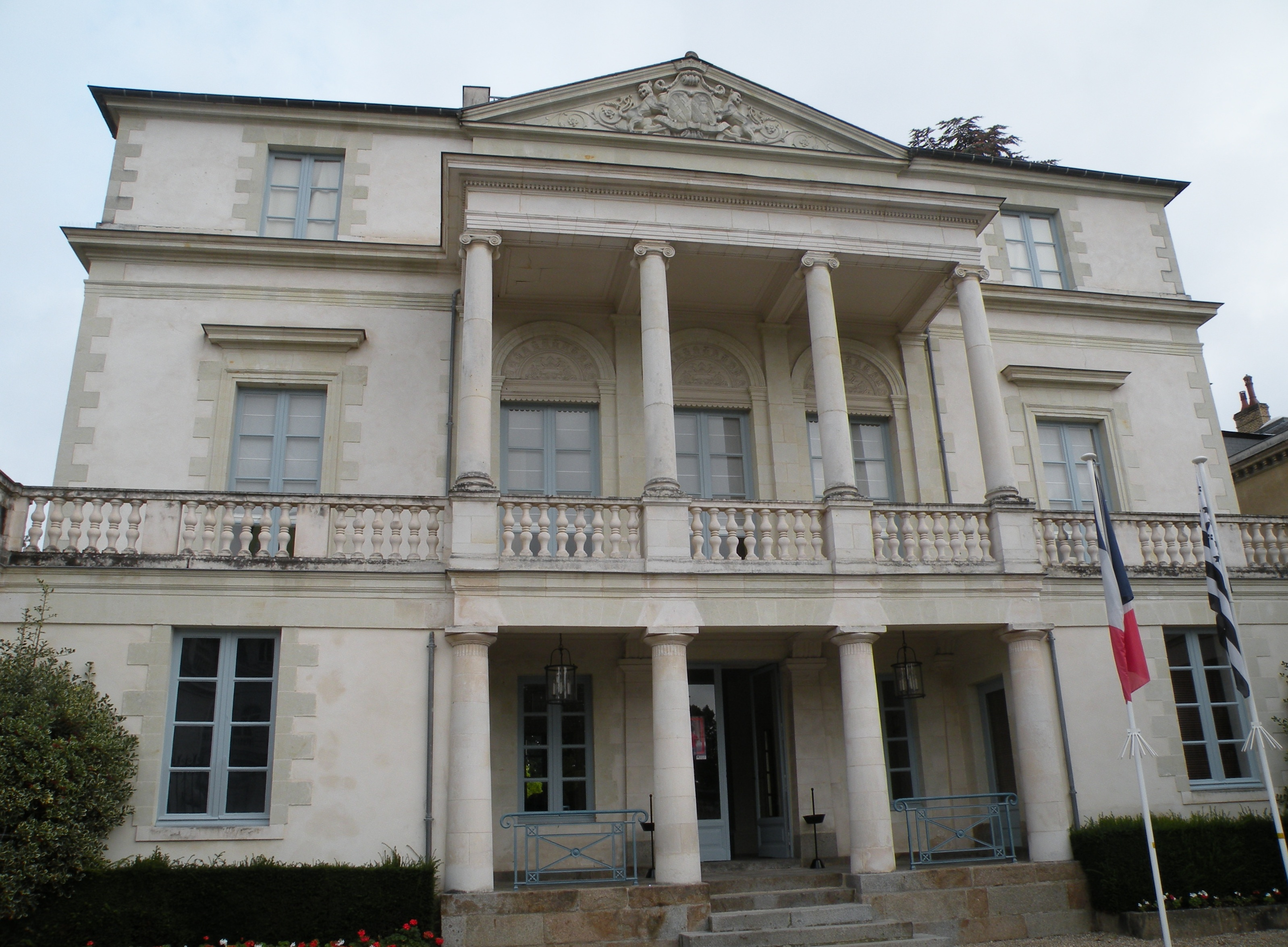
Hotel de Courcy, zetel van de regioraad voor Bretagne in Rennes

Het was de periode waarin Le Drian zich ontwikkelde tot de nummer 1 onder de Bretoense socialistische parlementsleden, ten nadele van eerdere 'chefs' zoals Charles Josselin, Louis Le Pensec en Marylise Lebranchu. Hij kon echter geen meerderheid in de wacht slepen bij de verkiezingen voor de regionale raad en leidde de oppositie, tot in 2002, toen hij opnieuw parlementslid werd.
In 2004 behaalde hij vooralsnog een regionale meerderheid en werd voorzitter van de regio Bretagne. In 2010 bevestigde hij zijn meerderheid en behield het voorzitterschap.

### Met François Hollande
De vriendschap van Le Drian met François Hollande dateerde van 1979 en ze vormden weldra een tandem binnen de Parti socialiste. Ze kregen de steun van Jacques Delors.
Bij de voorverkiezingen voor het presidentschap van 2007, steunde hij de kandidatuur van Ségolène Royal. In 2012 steunde hij de kandidatuur van François Hollande en bracht experten samen in werkgroepen, bestaande uit ambtenaren, kaders uit de wapenindustrie en voormalige kabinetsleden op Defensie, met wie hij delen van het defensieprogramma van Hollande ontwikkelde. Hij bereidde ook de toespraak voor die Hollande over defensieproblemen hield.

### Minister van Defensie

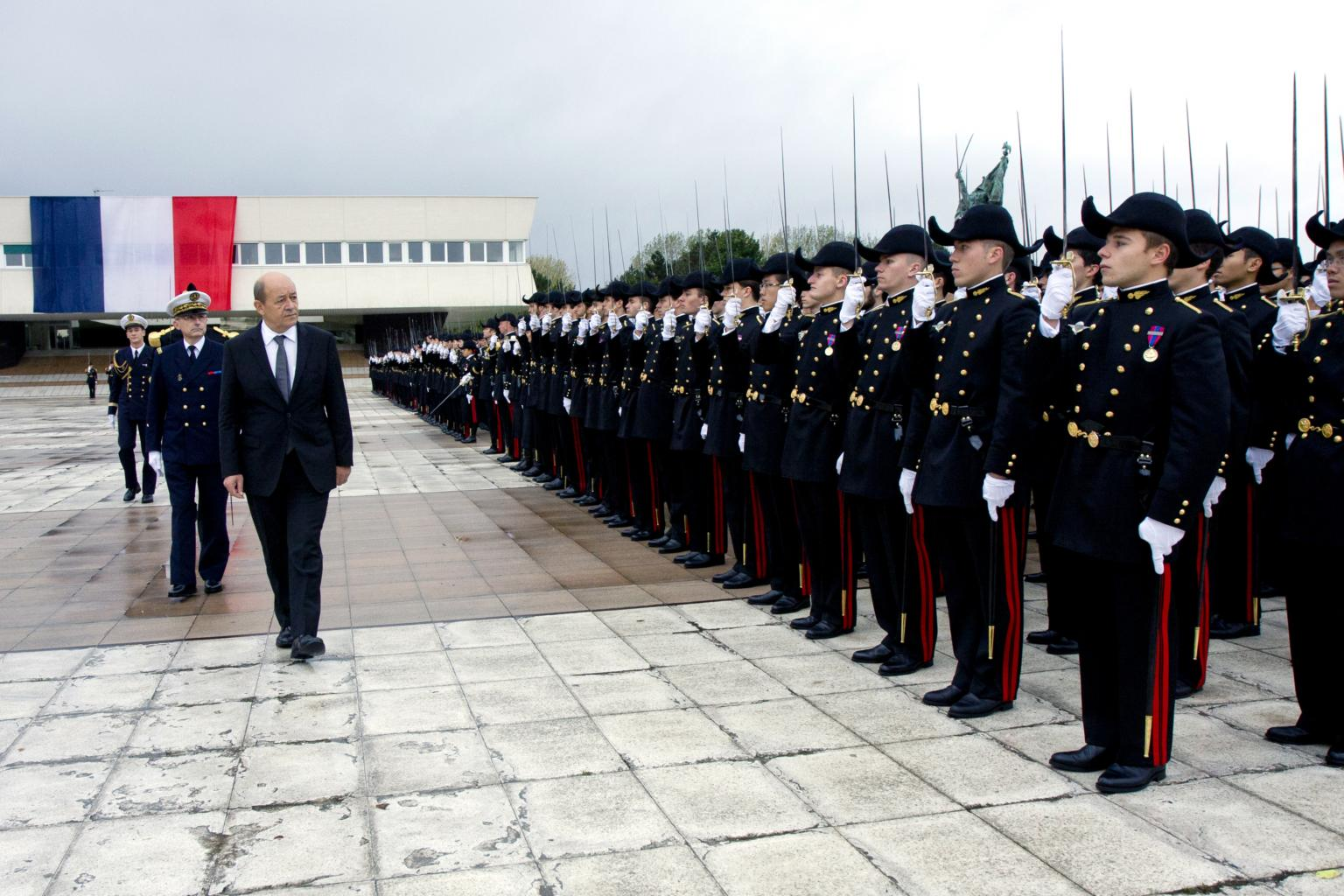
Le Drian inspecteert de École Polytechnique

In 2007 werd hij, na de verkiezing van Nicolas Sarkozy als Frans president, uitgenodigd om tot de regering van François Fillon toe te treden, maar hij weigerde.
In 2012, na de verkiezing van Hollande als president, werd hij minister van Defensie. Hij had de aanwezigheid van Franse troepen in Afghanistan te besturen evenals de Franse militaire tussenkomsten in Mali en in de Sahel. In 2015 voerde hij opnieuw in Bretagne de lijst aan voor de regionale verkiezingen. Hij verwierf de meerderheid en, in tegenstelling met de algemene afspraken, bleef voorzitter en tegelijk minister van Defensie. In beide functies bleek hij onvervangbaar.
Nadat hij voor de presidentsverkiezingen, na het afhaken van François Hollande, de voorkeur gaf aan Manuel Valls als socialistisch kandidaat, nam hij geen vrede met de kandidatuur van Benoît Hamon, die het haalde in de voorverkiezingen. Hij keerde zich toen af van de Parti socialiste en liet weten dat hij vanaf de eerste stemronde voor Emmanuel Macron zou stemmen.

### Minister van Buitenlandse Zaken

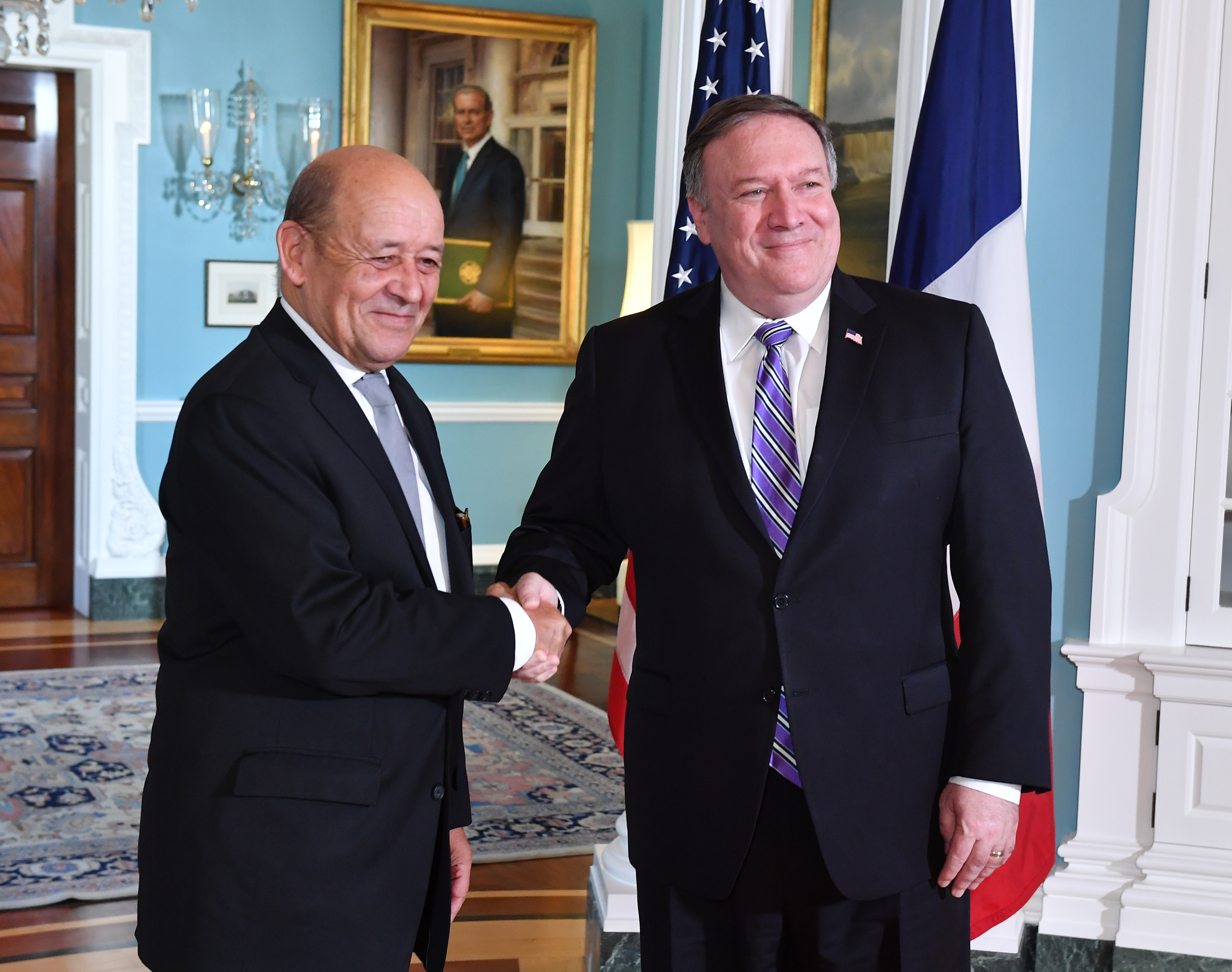
Le Drian met Rex Tillerson in 2017

Op 17 mei 2017 werd Le Drian door president Macron benoemd tot minister van Europese en Buitenlandse Zaken in de eerste regering van Édouard Philippe. Hij behield deze functie in de regering-Philippe II (2017-2020) en de regering-Castex onder leiding van premier Jean Castex (2020-2022).
Na de presidentsverkiezingen van april 2022 zegde hij de actieve politiek vaarwel.

### Privé
Le Drian trad voor de tweede maal in het huwelijk in 2006 met Maria Vadillo, vicevoorzitter van de Regionale Raad van Bretagne. Sommige media hebben verklaard dat Le Drian lid is geworden van de Grand Orient de France. Hij heeft dit nooit bevestigd of ontkend.

## Publicaties
- Qui est l'ennemi?, Parijs, Le Cerf, 2016, ISBN 9782204110976.